# Phaea

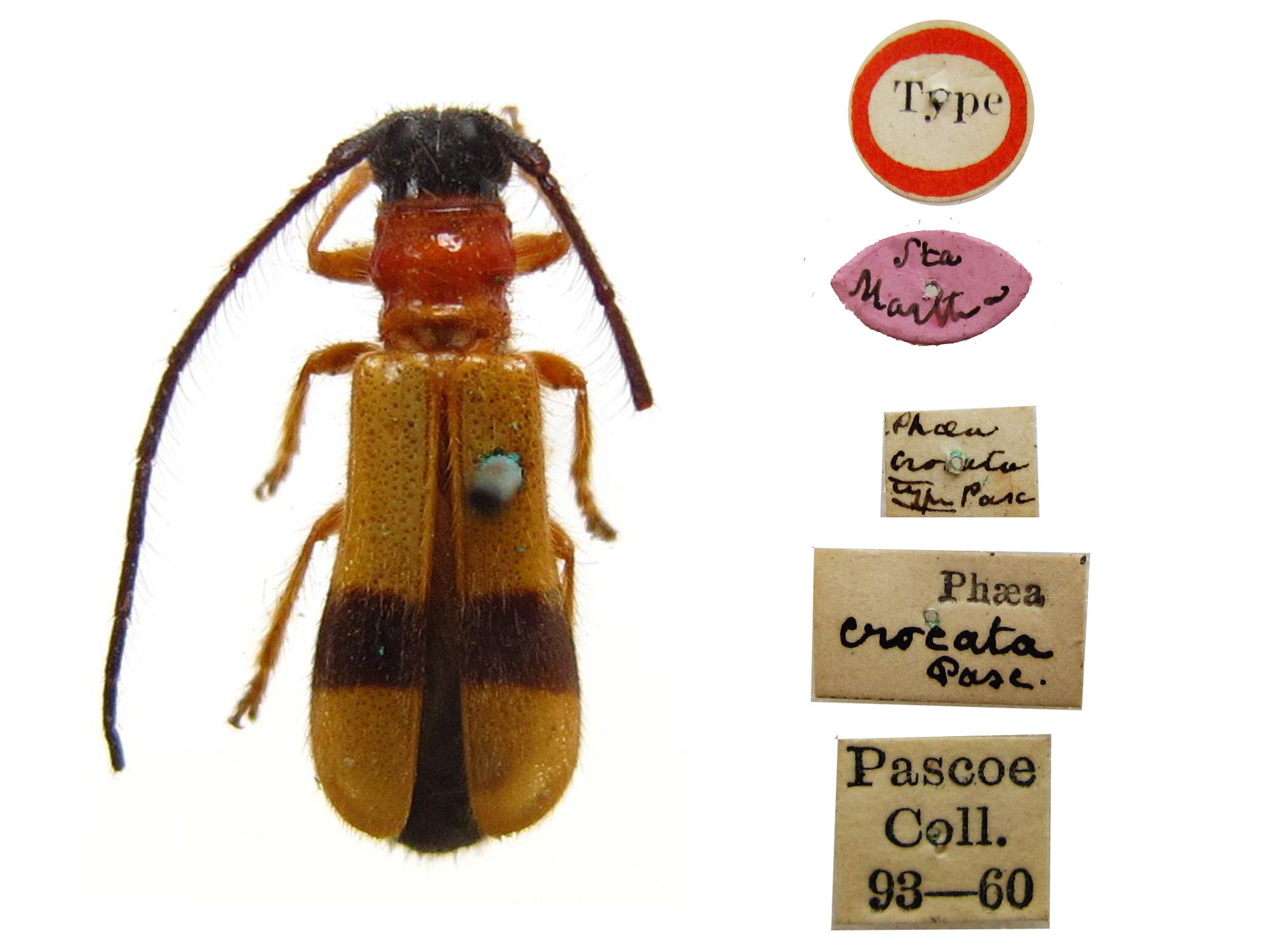
Phaea crocata

Phaea – rodzaj chrząszczy z rodziny kózkowatych i podrodziny zgrzypikowych. 

## Zasięg występowania
Ameryka Północna i Południowa od wsch. i płd.-zach. USA na północy Argentynę na południu.

## Systematyka
Do Phaea należy 68 gatunków:

- Phaea acromela
- Phaea andrewsi
- Phaea astatheoides
- Phaea aurantia
- Phaea beierli
- Phaea biplagiata
- Phaea brevicornis
- Phaea bryani
- Phaea canescens
- Phaea carnelia
- Phaea chemsaki
- Phaea coccinea
- Phaea copei
- Phaea crocata
- Phaea elegantula
- Phaea erinae
- Phaea eyai
- Phaea flavovittata
- Phaea giesberti
- Phaea haleyae
- Phaea hatsueae
- Phaea hirsuticollis
- Phaea hoegei
- Phaea hovorei
- Phaea howdenorum
- Phaea janzeni
- Phaea johni
- Phaea juanitae
- Phaea kaitlinae
- Phaea kellyae
- Phaea lateralis
- Phaea laurieae
- Phaea lawi
- Phaea lingafelteri
- Phaea linsleyi
- Phaea maccartyi
- Phaea mankinsi
- Phaea mariae
- Phaea marthae
- Phaea maryannae
- Phaea maxima
- Phaea mehli
- Phaea miniata
- Phaea mirabilis
- Phaea monostigma
- Phaea nigripennis
- Phaea nigromaculata
- Phaea noguerai
- Phaea paralella
- Phaea phthisica
- Phaea quadrimaculata
- Phaea rosea
- Phaea rubella
- Phaea rufiventris
- Phaea saperda
- Phaea scuticollis
- Phaea semirufa
- Phaea sharonae
- Phaea sherylae
- Phaea signaticornis
- Phaea sondenegro
- Phaea tavakiliani
- Phaea tenuata
- Phaea tomkovichi
- Phaea tricolor
- Phaea turnbowi
- Phaea vitticollis
- Phaea wappesi